# 이지석 (배구 선수)
이지석(1998년 2월 5일 ~ )은 대한민국의 남자 배구 선수이며, 대전 삼성 블루팡스의 선수이다. 2018-2019 신인 드래프트에서 전체 5순위로 대전 삼성화재 블루팡스에 입단하였다.
2020년 한국 전력 빅스톰(리베로)로 이적하였다.

## 약력

### 한양대학교시절
2학년 시절에는 팀 사정상 레프트와 리베로를 겸하여 뛰었다. 3학년이 되어서는 주로 리베로로 출장하였으며, 3학년을 마치고 얼리드래프티를 신청하였다.

### 대전 삼성 블루팡스시절
2018-2019시즌 신인드래프트에서 1라운드 5순위로 대전 삼성 블루팡스에 지명되었다.
합류하여 리베로로 경기에 출장하고 있다.

## 에피소드
- 형인 이지훈도 같은해에 신인드래프트에 나와 2라운드 1순위로 인천 대한항공 점보스의 지명을 받았다.
- V리그 남자부 최초로 같은해에 형제가 지명되는 기록을 세웠다.
- 3학년이지만 1998년 2월생으로 빠른이다.